# Profesionalen Futbolen Klub Beroe 2014-2015

## Rosa
| N. |                     | Ruolo | Calciatore         |
| -- | ------------------- | ----- | ------------------ |
| 1  | Bulgaria (bandiera) | P     | Mihail Mihaylov    |
| 2  | Lituania (bandiera) | D     | Valdemar Borovskij |
| 3  | Bulgaria (bandiera) | D     | Vladimir Zafirov   |
| 4  | Francia (bandiera)  | C     | Alassane N'Diaye   |
| 6  | Bulgaria (bandiera) | D     | Ivo Ivanov         |
| 7  | Bulgaria (bandiera) | C     | Anton Ognyanov     |
| 8  | Bulgaria (bandiera) | C     | Samir Ayass        |
| 9  | Bulgaria (bandiera) | A     | Stanislav Kostov   |
| 10 | Bulgaria (bandiera) | A     | Georgi Andonov     |
| 11 | Francia (bandiera)  | C     | Chris Gadi         |
| 15 | Bulgaria (bandiera) | D     | Georgi Dinkov      |
| 18 | Bulgaria (bandiera) | D     | Atanas Zehirov     |

| N. |                         | Ruolo | Calciatore         |
| -- | ----------------------- | ----- | ------------------ |
| 19 | Bulgaria (bandiera)     | D     | Plamen Tenev       |
| 21 | Brasile (bandiera)      | C     | Elias              |
| 22 | Bulgaria (bandiera)     | P     | Blagoy Makendzhiev |
| 23 | Bulgaria (bandiera)     | P     | Ilko Pirgov        |
| 25 | Bulgaria (bandiera)     | C     | Dimo Bakalov       |
| 26 | Francia (bandiera)      | C     | Salim Kerkar       |
| 27 | Francia (bandiera)      | C     | Igor Djoman        |
| 28 | Bulgaria (bandiera)     | D     | Veselin Penev      |
| 30 | RD del Congo (bandiera) | A     | Junior Mapuku      |
| 70 | Bulgaria (bandiera)     | C     | Georgi Kostadinov  |
| 77 | Germania (bandiera)     | C     | Savio Nsereko      |